# 短尾鹛
短尾鹛（学名：Rimator danjoui）又称短尾钩嘴鹛、短尾弯嘴鹛，是雀眉科长嘴鹩鹛属的一种，分布于老挝和越南。全球活动范围约为48,800平方千米。该物种的保护状况被评为近危。
短尾鹛的平均体重约为35.5克。栖息地包括亚热带或热带的湿润低地林和亚热带或热带的湿润山地林。